# Scream Queens (2.ª temporada)
A segunda temporada da série de comédia de terror americana Scream Queens foi anunciada pela Fox em 15 de janeiro de 2016. Estreou em 20 de setembro de 2016, nos Estados Unidos, e foi finalizada em 20 de dezembro do mesmo ano, contando com 10 episódios.
A temporada foca no instituto de ensino fictício e no hospital C.U.R.E. em Los Angeles, Califórnia. O hospital é dirigido por Cathy Munsch (Jamie Lee Curtis), que contrata Zayday Williams (Keke Palmer) e as Chanel para se tornarem estudantes de medicina no instituto. Na noite do Halloween de 1985, foi cometida uma fraude médica que deixou um paciente morto flutuando no lago atrás das instalações do hospital, fazendo com que os funcionários do hospital sofressem os ataques de um novo assassino em série, Monstro Verde.

## Enredo
Em 1985, a negligência cometida por um médico que desejava celebrar a noite de Halloween deixou um homem morto afundando no pântano atrás do hospital onde estava sendo tratado. Hoje, a agora bem conhecida e famosa Cathy Munsch (Jamie Lee Curtis) está assumindo o mesmo hospital, renomeada como o instituto de ensino e hospital C.U.R.E., com a missão de melhorar o sistema médico dos Estados Unidos. Munsch contrata Zayday Williams (Keke Palmer), agora uma estudante de medicina, para continuar seus estudos; ela conhece o Dr. Brock Holt (John Stamos) e o Dr. Cassidy Cascade (Taylor Lautner). Munsch, sob a ideia de ter mais poder feminino no hospital, procura e contrata Chanel Oberlin (Emma Roberts), Chanel #3 (Billie Lourd) e Chanel #5 (Abigail Breslin) para se tornarem estudantes de medicina dentro do hospital. Tudo parece estar em ordem, mas as coisas mudam quando uma nova série de assassinatos cometidos pelo Monstro Verde começa.

## Elenco e personagens
| - Emma Roberts como Chanel Oberlin - Kirstie Alley como Ingrid Hoffel - Taylor Lautner como Dr. Cassidy Cascade - Lea Michele como Hester Ulrich - Abigail Breslin como Chanel #5 - Keke Palmer como Zayday Williams - Billie Lourd como Chanel #3 - James Earl como Chamberlain Jackson - John Stamos como Dr. Brock Holt - Jamie Lee Curtis como Dr. Cathy Munsch - Niecy Nash como Denise Hemphill - Colton Haynes como Tyler | - Glen Powell como Chad Radwell - Oliver Hudson como Weston "Wes" Gardner - Trilby Glover como Jane Hollis - Jerry O'Connell como Dr. Mike - Laura Bell Bundy como enfermeira Thomas - Andy Erikson como Marguerite Honeywell / Chanel #7 - Riley McKenna Weinstein como Daria Janssen / Chanel #8 - Dahlya Glick como Andrea / Chanel #10 | - Jeremy Batiste como Bill Hollis - Cecily Strong como Catherine Hobart - Kevin Bigley como Randal - Brian Baumgartner como Richard - Cheri Oteri como Sheila Baumgartner - Alec Mapa como Lynn Johnstone - Ivar Brogger como Mitch Mitchum - Mary Birdsong como Penelope Hotchkiss - Pablo Castelblanco como Tristan St. Pierre / Chanel Pour Homme - Moira O'Neill como Addison / Chanel #9 - Cathy Marks como Midge / Chanel #11 - Amy Okuda como Anna Plaisance - Ray Fega como Slade Hornborn - Bill Oberst Jr. como Clark - Brooke Shields como Dr. Scarlett Lovin |

## Episódios
| N.º na série | N.º na temp. | Título                    | Dirigido por     | Escrito por                              | Exibição original      | Audiência (milhões) |
| ------------ | ------------ | ------------------------- | ---------------- | ---------------------------------------- | ---------------------- | ------------------- |
| 14           | 1            | "Scream Again"            | Brad Falchuk     | Ryan Murphy & Brad Falchuk & Ian Brennan | 20 de setembro de 2016 | 2.17                |
| 15           | 2            | "Warts and All"           | Bradley Buecker  | Brad Falchuk                             | 27 de setembro de 2016 | 1.70                |
| 16           | 3            | "Handidates"              | Barbara Brown    | Ian Brennan                              | 11 de outubro de 2016  | 1.59                |
| 17           | 4            | "Halloween Blues"         | Loni Peristere   | Brad Falchuk                             | 18 de outubro de 2016  | 1.43                |
| 18           | 5            | "Chanel Pour Homme-Icide" | Barbara Brown    | Ian Brennan                              | 15 de novembro de 2016 | 1.42                |
| 19           | 6            | "Blood Drive"             | Mary Wigmore     | Brad Falchuk                             | 22 de novembro de 2016 | 1.15                |
| 20           | 7            | "The Hand"                | Barbara Brown    | Ian Brennan                              | 29 de novembro de 2016 | 1.33                |
| 21           | 8            | "Rapunzel, Rapunzel"      | Jamie Lee Curtis | Brad Falchuk                             | 6 de dezembro de 2016  | 1.18                |
| 22           | 9            | "Lovin the D"             | Maggie Kiley     | Ian Brennan                              | 13 de dezembro de 2016 | 1.13                |
| 23           | 10           | "Drain the Swamp"         | Ian Brennan      | Brad Falchuk & Ian Brennan               | 20 de dezembro de 2016 | 1.37                |

## Produção

### Desenvolvimento
A produção da temporada começou oficialmente em 18 de fevereiro de 2016.

### Casting

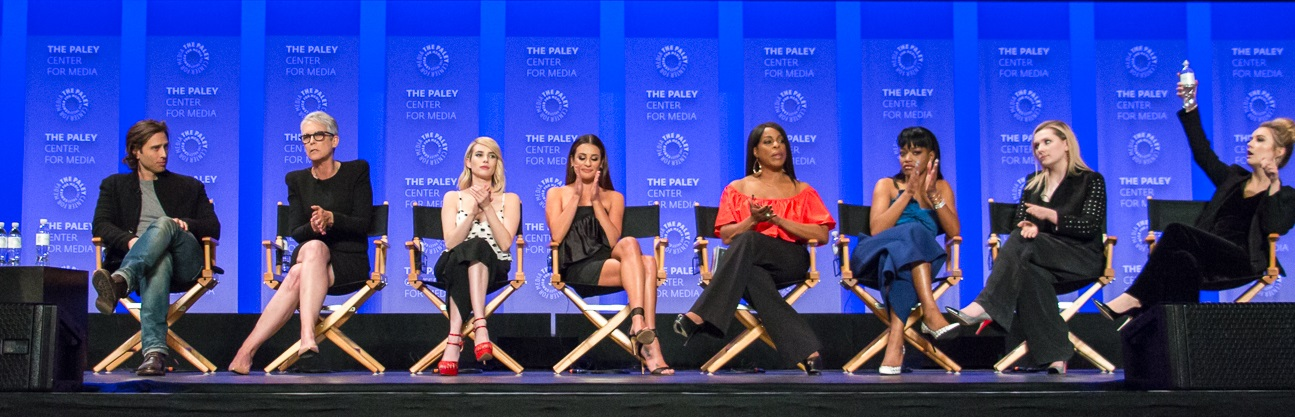
Elenco de Scream Queens no Paleyfest 2016. Brad Falchuk, Jamie Lee Curtis, Emma Roberts, Lea Michele, Niecy Nash, Keke Palmer, Abigail Breslin, Billie Lourd

Em 12 de março de 2016 foi anunciado que Emma Roberts, Abigail Breslin, Billie Lourd, Lea Michele, Jamie Lee Curtis, Niecy Nash, Glen Powell e Keke Palmer retornariam seus papéis na temporada. Em 16 de junho de 2016, foi anunciado que John Stamos faria parte do elenco principal da temporada. No final do mesmo mês, Taylor Lautner foi confirmado, também no papel principal. Em julho de 2016, Colton Haynes, Cecily Strong e Cornelius Peter se juntaram ao elenco como convidados. Em 28 de julho de 2016, foi confirmado que tanto Jerry O'Connell quanto Laura Bell Bundy fariam parte do elenco recorrente da temporada. Em 12 de setembro, o TVLine confirmou que Kirstie Alley se juntou ao elenco da temporada interpretando um administrador do hospital "brilhante e tortuoso".

### Filmagens
Para a gravação da segunda temporada, a produção mudou de Nova Orleans para Los Angeles, Califórnia; depois de ter um crédito fiscal significativo. As filmagens começaram em 19 de julho de 2016.

## Recepção

### Resposta da crítica
A segunda temporada coletou apenas seis avaliações no Rotten Tomatoes, todas analisando apenas a estreia, relatando um índice de aprovação de 83% com uma classificação média de 7.1/10, e não forneceu consenso crítico.
Orly Greenberg, do Observer, fez uma avaliação mista da estreia da segunda temporada, elogiando a adição de John Stamos como uma adição positiva, mas notou problemas na execução geral, afirmando que "a segunda temporada parece um pouco mais forte do que o semi-desastre anterior de uma temporada no ano passado... Seu tom é disperso [e] sua atuação é inconsistente na melhor das hipóteses." Em sua análise do final, ela declarou: "Este final de temporada não resolveu nada, principalmente porque não havia nada a resolver. Esta foi honesta e verdadeiramente a temporada mais anticlímax que já vi... nem misteriosa nem intrigante. Em vez disso  estava vagamente apenas... presente."
Brian Moylan do Vulture comentou em sua revisão final que "nada nesta temporada fazia sentido. [Scream Queens] no seu melhor [é] um deleite exagerado que não precisa de lógica porque tem inteligência, atrevimento e muita malícia para manter  tudo zumbindo. Esta temporada faltou tudo isso. Parecia uma recauchutagem esfarrapada de uma ideia que perdeu força 15 episódios atrás." Ele deu ao final duas de cinco estrelas.

### Audiência
| №  | Título                    | Exibição original      | Rating/share (18–49) | Audiência (em milhões) | DVR (18–49) | Audiência em DVR (milhões) | Total (18–49) | Audiência total (em milhões) |
| -- | ------------------------- | ---------------------- | -------------------- | ---------------------- | ----------- | -------------------------- | ------------- | ---------------------------- |
| 1  | "Scream Again"            | 20 de setembro de 2016 | 1.0/3                | 2.17                   | 0.7         | 1.47                       | 1.7           | 3.64                         |
| 2  | "Warts and All"           | 27 de setembro de 2016 | 0.7/3                | 1.70                   | 0.7         | 1.20                       | 1.4           | 2.90                         |
| 3  | "Handidates"              | 11 de outubro de 2016  | 0.7/2                | 1.59                   | N/A         | 0.99                       | N/A           | 2.58                         |
| 4  | "Halloween Blues"         | 18 de outubro de 2016  | 0.6/2                | 1.43                   | 0.5         | 0.96                       | 1.1           | 2.39                         |
| 5  | "Chanel Pour Homme-icide" | 15 de novembro de 2016 | 0.6/2                | 1.42                   | 0.4         | N/A                        | 1.0           | N/A                          |
| 6  | "Blood Drive"             | 22 de novembro de 2016 | 0.5/2                | 1.15                   | 0.3         | 0.57                       | 0.8           | 1.72                         |
| 7  | "The Hand"                | 29 de novembro de 2016 | 0.5/2                | 1.33                   | 0.3         | 0.66                       | 0.8           | 1.93                         |
| 8  | "Rapunzel, Rapunzel"      | 6 de dezembro de 2016  | 0.5/2                | 1.18                   | 0.3         | N/A                        | 0.8           | N/A                          |
| 9  | "Lovin the D"             | 13 de dezembro de 2016 | 0.5/2                | 1.13                   | 0.3         | 0.61                       | 0.8           | 1.74                         |
| 10 | "Drain the Swamp"         | 20 de dezembro de 2016 | 0.5/2                | 1.37                   | 0.4         | 0.75                       | 0.9           | 2.12                         |